# Walter Deverell

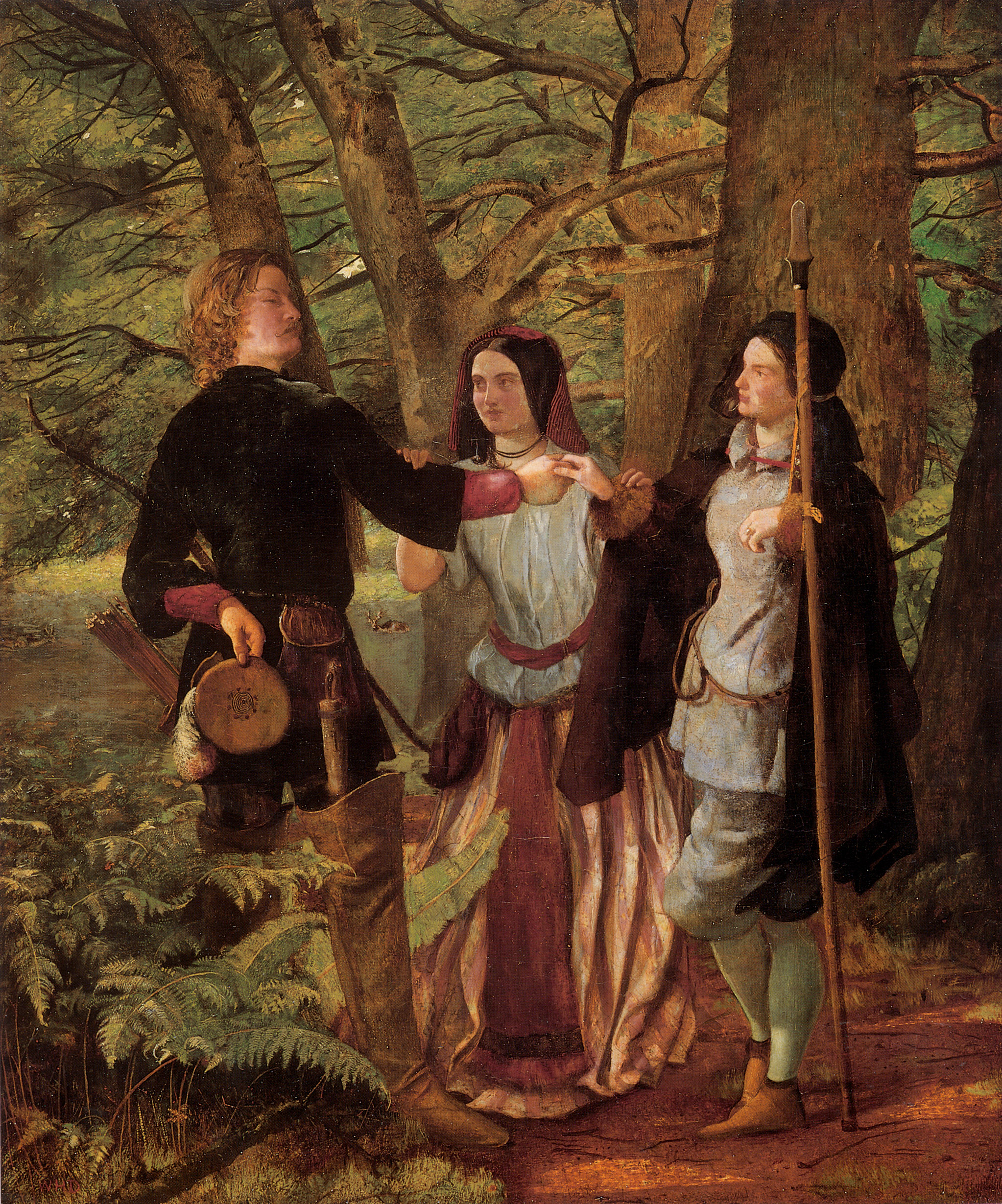
Illustratie bij een scène uit Shakespeares As You Like It (1853)

Walter Howell Deverell (Charlottesville, Virginia, 1 oktober 1827 – Londen, 2 februari 1854) was een in Amerika geboren Engels kunstschilder die wordt geassocieerd met de stroming van de Prerafaëlieten.
Het gezin verhuisde terug naar Engeland toen Walter twee jaar oud was. Hij studeerde aanvankelijk rechten en werkte bij een advocatenkantoor in Londen. Hij gaf zijn rechtenstudie op om zich volledig aan het schilderen te wijden. Deverell studeerde aan de Royal Academy of Arts, waar hij Dante Gabriel Rossetti ontmoette, met wie hij bevriend raakte en zodoende in contact kwam met de kring van de Prerafaëlieten.
Hij was degene die Elizabeth Siddal introduceerde bij de groep. Siddal, die zelf dichteres en kunstschilderes was, diende vervolgens vele malen als model voor verschillende leden van de groep. Hoewel Deverell zelf een oogje op haar had, trouwde zij met Rossetti. Hij werd een geliefd figuur bij de Prerafaëlieten.
Hoewel er sprake van was dat hij de uit het gezelschap vertrokken James Collinson zou vervangen, kwam het hier niet van.
Deverells productie was beperkt: hij stelde slechts vier werken tentoon bij de Royal Academy. Hij overleed op 26-jarige leeftijd aan een nierziekte.